# Vítine
Vítine (en (ucraïnès): Вітине) és un poble de la República Autònoma de Crimea a Ucraïna, que el 2014 tenia 627 habitants. Pertany al districte rural de Saki.